# Liste de films nicaraguayens
Ci-dessous une liste des films produits par le cinéma nicaraguayen. Cette liste est nécessairement incomplète. Pour une liste alphabétique des films nicaraguayens, voir Catégorie:Film nicaraguayen.

## Classement chronologique

### Avant 1980
| 1960                    |                  |  |  |                                   |
| La Llamada de la muerte | Antonio Orellana |  |  | Film mexicain tourné au Nicaragua |

### Années 1980
| 1981                                     |                      |                |               |  |
| Mujeres en armas                         | Victoria Schultz     |                | documentaire  |  |
| 1982                                     |                      |                |               |  |
| Alsino et le Condor (Alsino y el cóndor) | Miguel Littín        | Dean Stockwell | drame, guerre |  |
| 1983                                     |                      |                |               |  |
| El Señor presidente                      | Manuel Octavio Gómez |                |               |  |
| 1984                                     |                      |                |               |  |
| Nunca nos rendiremos                     | Fernando Somarriba   |                |               |  |
| 1985                                     |                      |                |               |  |
| Estos sí pasarán                         | Rossana Lacayo       |                | documentaire  |  |
| El Center fielder                        | Ramiro Lacayo-Deshon |                |               |  |
| 1986                                     |                      |                |               |  |
| Okhota na drakona                        | Latif Faiziyev       |                |               |  |
| 1988                                     |                      |                |               |  |
| El Espectro de la guerra                 | Ramiro Lacayo-Deshon |                |               |  |

### Années 1990
| 1990                                       |                                         |  |                   |  |
| Sandino                                    | Miguel Littin                           |  | drame, biographie |  |
| Lady Marshall                              | Martha C. Hernández, María José Álvarez |  |                   |  |
| 1992                                       |                                         |  |                   |  |
| Memorias del viento                        |                                         |  | documentaire      |  |
| 1995                                       |                                         |  |                   |  |
| No todos los sueños han sido soñados       | Martha C. Hernández, María José Álvarez |  |                   |  |
| 1996                                       |                                         |  |                   |  |
| Se le movió el piso: A portrait of Managua | Anne Aghion                             |  | documentaire      |  |
| 1997                                       |                                         |  |                   |  |
| Cinema Alcázar                             | Florence Jaugey                         |  | documentaire      |  |
| 1999                                       |                                         |  |                   |  |
| Voces de cenzontle                         | Belkis Ramirez                          |  |                   |  |

### Années 2000
| 2001               |                            |             |               |  |
| El Chogui          | Félix Zurita               |             |               |  |
| 2002               |                            |             |               |  |
| Metal y vidrio     | Pierre Pierson             |             |               |  |
| 2004               |                            |             |               |  |
| De niña a madre    |                            |             |               |  |
| 2005               |                            |             |               |  |
| Historia de Rosa   | Florence Jaugey            |             |               |  |
| El Inmortal        | Mercedes Moncada Rodríguez |             |               |  |
| 2006               |                            |             |               |  |
| Con ánimo de lucro | Joan Planas                |             |               |  |
| 2009               |                            |             |               |  |
| La Yuma            | Florence Jaugey            | Alma Blanco | drame, action |  |

### Années 2010
| 2013                |                 |              |       |  |
| Mojados             |                 |              |       |  |
| 2014                |                 |              |       |  |
| La pantalla desnuda | Florence Jaugey | Óscar Sinela | drame |  |